# Medalla Conmemorativa de Guerra de 1870/71
La Medalla Conmemorativa de Guerra de 1870/71 (en alemán: Kriegsdenkmünze für die Feldzüge 1870-71) es una medalla de campaña presentada por el Kaiser Guillermo I en su calidad de Rey de Prusia. La medalla fue presentada para conmemorar servicios en la Guerra franco-prusiana. Fue presentada a miembros del ejército unificado alemán. Fue presentada en bronce para el servicio en combate, y en acero para no combatientes. Cada versión tenía pequeñas diferencias en la inscripción y diseño. Fueron autorizados broches en el 25º aniversario de la victoria alemana, para conmemorar batallas selectas.

## Criterios
La medalla de guerra fue presentada a oficiales, médicos militares, sirvientes civiles y hombres de los ejércitos alemanes que tomaron parte en la guerra franco-prusiana hasta el 2 de marzo de 1871. También fue otorgada a la tripulación del SMS Augusta por su servicio entre el 11 de diciembre de 1870 y el 2 de marzo de 1871.

## Apariencia

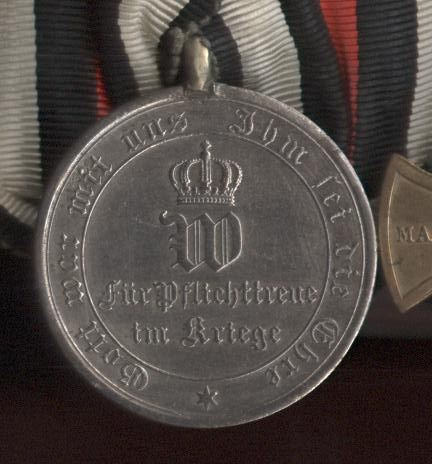
Versión para no combatiente (anverso).

La medalla para combatientes fue manufacturada de cañones capturados de bronce. El anverso muestra el monograma real coronado de Guillermo I sobre la inscripción Dem siegreichen Heere (Al ejército victorioso). Inscrito alrededor del margen se halla Gott war mit uns, Ihm sei die Ehre (Dios estaba con nosotros, a Él sea la gloria). El reverso muestra una cruz con rayos entre los cuatro brazos. En el centro de la cruz se halla una corona de laurel rodeando las fechas 1870 y 1871. En el margen de la moneda se halla inscrito AUS EROBERTEM GESCHUETZ (De cañones conquistados).
La medalla para no combatientes es hecha de acero. Sigue un diseño similar con solo diferencias menores. El centro de la inscripción en el anverso está escrito Für Pflichttreue im Kriege (Por la devoción al servicio en la guerra). En el reverso, la corona sobre la cruz es de hojas de roble.

## Broches

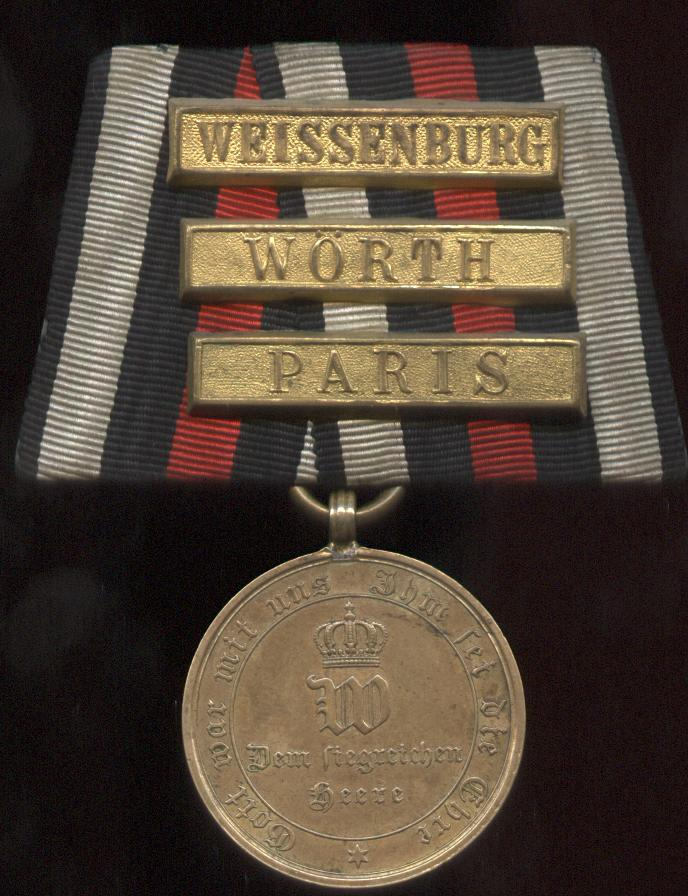
Medalla de combatiente con tres broches.

Para conmemorar el 25º aniversario de la victoria, se autorizaron broches para ser llevados sobre las medallas el 18 de agosto de 1895. Los broches fueron permitidos para medallas de combatientes de soldados de la línea de frente. Los broches eran de 6 mm de altura y 32-39 mm de anchura y eran hechos de bronce dorado o latón. Son los que siguen:
- Amiens
- A. Mont Valerien
- An Der Lisaine
- An Der Hallue
- Beaumont
- Beaune La Rolande
- Beaugency-Cravant
- Bapaume
- Belfort
- Colombey-Nouilly
- Gravelotte-St.Privat
- Loigny-Poupry
- Le Mans
- Metz
- Noisseville
- Orleans
- París
- Spichern
- Sedán
- Estrasburgo
- St. Quentin
- Vionville-Mars La Tour
- Villiers
- Wörth
- Wissenburg

## Reutilización del diseño
El reverso de la medalla, con las fechas "1914-1918", pero sin los rayos, fue utilizado como anverso para la Cruz de Honor de la Guerra Mundial 1914/1918. El gobierno alemán la entregó a participantes, o familiares supervivientes, por el servicio en la Primera Guerra Mundial. Se utilizó el mismo esquema de colores de la cinta.